# 施雁冰
施雁冰（1928年2月—），女，浙江镇海人，中国儿童文学作家。

## 生平
1928年2月生于上海。原籍浙江省镇海县。自幼爱好文学，中学时代即开始练笔。1947年毕业于上海新陆师范，留校工作，历任上海第一师范附小教师、教导主任。1947年发表第一篇儿童文学作品《阳光和小草》，1948年加入中国儿童文学工作者联谊会。1955年调至少年儿童出版社工作，历任文艺编辑室主任、编审，《儿童文学选刊》主编等职。上海第一届人大代表，上海出版工作者协会理事。1988年加入中国作家协会。

## 作品
施雁冰笔名冰冰，曾用笔名燕平。著有短篇集《小组长》，中篇小说《初夏奏鸣曲》，科学童话集《不要脚的朋友》、《寂寞的风箱》，短篇小说集《外国蜡烛和镀金戒指》，作品集《施雁冰作品选》、《少年习作讲评》等。此外，还翻译有长篇童话《头发树》，在《中国儿童时报》上连载。担任《小学生作文指导》主编。
其中，《外国蜡烛》和《鸦鸦》获上海市1987、1989年儿童文学园丁奖。《远去的云》获1996年陈伯吹儿童文学奖。